# Hugo Lent

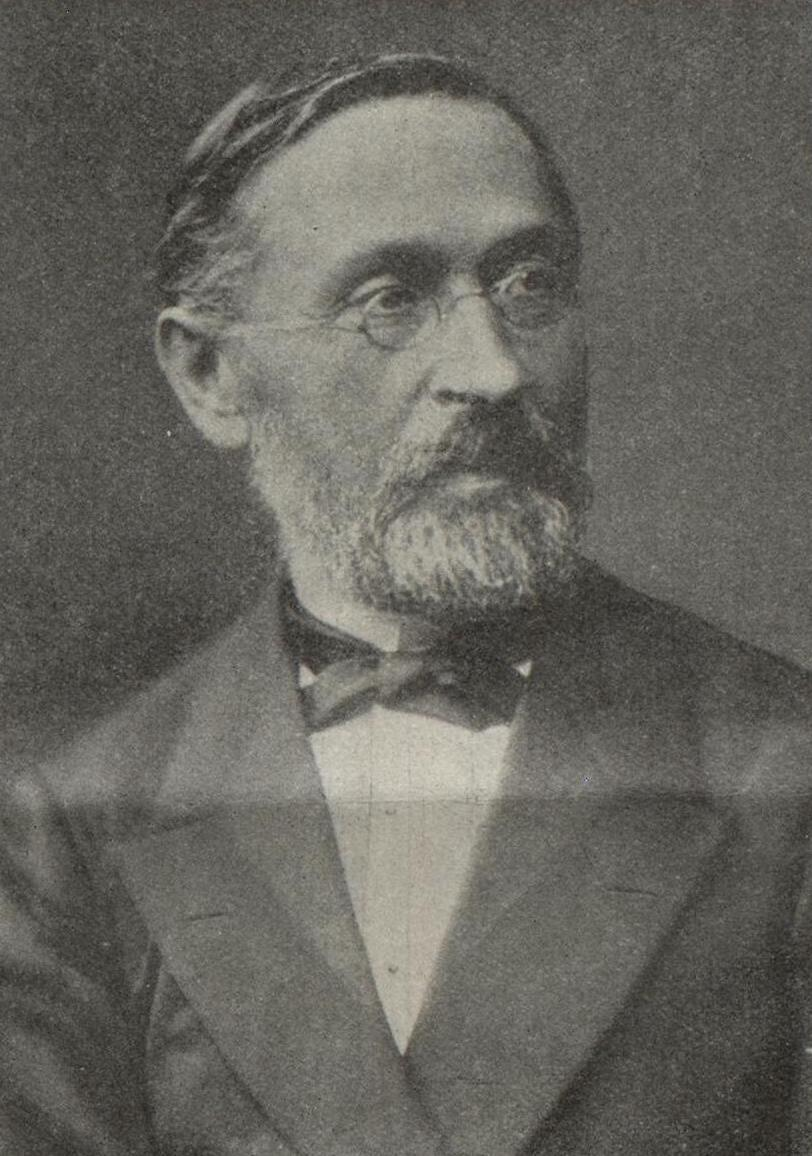
Hugo Lent

Hugo Lent (* 12. Dezember 1827 in Wesel; † 25. Juli 1915 vermtl. in Wernigerode) war ein deutscher Architekt und Eisenbahnbaumeister.

## Leben
Hugo Lent war ein Sohn des Juristen und späteren Präsidenten am Appellationsgericht in Hamm, Dr. Heinrich Johann Wilhelm Lent (1792–1868), und dessen Ehefrau Bertha Adelheid geb. Natorp (1803–1863). Sein Bruder war der Architekt Alfred Lent. Hugo Lent studierte an der Berliner Bauakademie und legte am 11. März 1854 die Baumeisterprüfung ab. Er trat anschließend in den Staatsdienst, wurde im April 1858 Königlicher Eisenbahnbaumeister und kommissarischer Betriebsinspektor der Wilhelmsbahn, im September 1859 Eisenbahnbauinspektor und zwischenzeitlich 1861 Vorsteher des Technischen Büros der Oberschlesischen Eisenbahn in Breslau und Mitarbeiter im Technischen Büro des Handelsministeriums. 1861 heiratete er Pauline Pape (1840–1928), die Tochter des Appellationsgerichtsrats Heinrich Pape in Hamm, mit der er sechs Kinder hatte, darunter den späteren Juristen und Politiker Friedrich Lent. Im März 1863 wurde Lent Mitglied der Ostbahn-Direktion in Bromberg. Am 1. März 1865 zum Regierungs- und Baurat befördert, wurde er Mitglied des Eisenbahnkommissariats in Berlin. Nachdem er am 9. Oktober 1865 Direktionsmitglied bei der Magdeburg-Halberstädter Eisenbahngesellschaft geworden war, nahm er am 30. Oktober 1865 Abschied aus dem Staatsdienst. 1869 wurde er Direktionsvorsitzender und am 11. Mai 1878 zum Geheimen Regierungsrat befördert. Vom 29. Dezember 1879 bis zum 31. März 1880 war er Präsident. 1880 wurde die Bahn verstaatlicht und Lent war zeitweise in Direktionen anderer Eisenbahngesellschaften tätig. 1887 erhielt er eine Anstellung bei der von seinem Bruder geleiteten Diskontogesellschaft.

## Bauten
Bei den folgenden Eisenbahnlinien war er maßgeblich an den Entwürfen und der Bauleitung beteiligt:
- 1866: Bernburg-Wegeleben und Güsten-Staßfurt (Teil der Bahnstrecke Schönebeck–Güsten)
- 1868: Frose-Halberstadt (Teil der Bahnstrecke Halle–Vienenburg)
- 1869: Halberstadt-Vienenburg (Teil der Bahnstrecke Halle–Vienenburg)
- 1870: Stendal-Salzwedel (Teil der Bahnstrecke Stendal–Uelzen)
- 1871: Berlin-Lehrte und Aschersleben-Könnern (Teil der Bahnstrecke Halle–Vienenburg)
- 1872: Könnern-Halle (Teil der  Bahnstrecke Halle–Vienenburg) und Heudeber-Wernigerode (Teil der Bahnstrecke Heudeber-Danstedt–Bad Harzburg)
- 1873: Salzwedel-Uelzen (Teil der Bahnstrecke Stendal–Uelzen) und Uelzen-Langwedel
- 1874: Magdeburg-Oebisfelde
- 1877: Grauhof-Claustal